# Régis Le Bris
Régis Le Bris (Pont-l'Abbé, Francia, 6 de diciembre de 1975) es un exjugador y entrenador de fútbol francés. Actualmente dirige al Sunderland de la Premier League.

## Carrera como jugador
Régis Le Bris creció en Plonéour, Finisterre. Obtuvo su primera licencia en el US Plonéour, antes de unirse al AS Ergué-Armel a los 12 años, luego al ES Kerfeunteun.Entrenó en el Stade Rennais, donde también jugaba su hermano Benoît Le Bris. Internacional en las categorías juveniles, consiguió el segundo puesto en el Torneo de Montaigu de 1991 con la selección sub-15 de Francia, junto a Laurent Batlles.
Debutó en la Division 1 a los 18 años, lanzado por Michel Le Milinaire contra el Montpellier. Aprendiz desde 1994, firmó su primer contrato profesional tarde, a la edad de 21 años y formó parte de la plantilla del Rennes en la Division 1 durante cinco temporadas, con tiempo de juego reducido. Cuando le quedaban dos años de contrato en Rennes, en abril de 1999 se unió al club vecino Stade Lavallois, en la Division 2, por un contrato de tres años. Allí encontró a Ulrich Le Pen y Mickaël Buzaré, junto a quienes jugó bajo los colores rojinegros. Prohibido por Stéphane Moreau y Aziz Ben Askar luego por la explosión de Samuel Neva, solo comenzó 38 veces en tres años con el Tango. En Laval, se hizo amigo de Franck Haise, con quien colaboró en el Stade Rennais y luego en el Lorient.

## Carrera como entrenador
Tras terminar una carrera como jugador a los 27 años, decidió dedicarse a la formación de jóvenes. Comenzó en este campo en el ES Wasquehal donde estuvo a cargo de los jóvenes de 14 años antes de regresar al Stade Rennais en 2004. Sucesivamente tomó la delantera de los jóvenes de 15 años que jugaban en DH y luego, en 2006, los Nacionales de 18 años con quienes ganó el Championnat National U19 en 2007 y luego la Copa Gambardella en 2008.
El 8 de julio de 2012 se incorporó al FC Lorient como director del centro de formación. Entrenó por primera vez a la Sub-17 del club con la que consiguió el título de campeón de Francia en 2015. Ese mismo año se convirtió en entrenador del filial en sustitución de Franck Haise, que pasó a ser ayudante de Sylvain Ripoll, entrenador del equipo profesional.
En junio de 2022, fue nombrado a cargo del Lorient después de la partida de Christophe Pélissier. El 9 de octubre de 2022, se convirtió en el primer entrenador francés en la historia en conseguir 25 puntos después de los 10 primeros partidos de su carrera en la Ligue 1. El 30 de marzo de 2023, después de conseguir la permanencia virtual al haber conseguido 44 puntos en 28 jornadas de la Ligue 1, amplió su contrato con el club hasta el año 2027.En mayo de 2024, el equipo descendió a la Ligue 2 después de que le faltara un gol para desplazar al FC Metz de los puestos de promoción.
El 22 de junio de 2024, fue anunciado como técnico del Sunderland y firmó un contrato por tres temporadas. En mayo de 2025, obtuvo el ascenso a la Premier League después de vencer al Sheffield United en la final de los play-offs.

## Clubes

### Como jugador
| Club            | País    | Año       |
| --------------- | ------- | --------- |
| Stade Rennais   | Francia | 1994-1999 |
| Stade Lavallois | Francia | 1999-2002 |
| KSK Ronse       | Bélgica | 2002-2003 |

### Como entrenador
| Club       | País       | Año           |
| ---------- | ---------- | ------------- |
| Lorient B  | Francia    | 2015-2022     |
| Lorient    | Francia    | 2022-2024     |
| Sunderland | Inglaterra | 2024-presente |

## Estadísticas como entrenador
| Equipo                | Div.                | Temporada           | Liga  | Liga | Liga | Liga | Liga |       | Copa | Copa | Copa | Copa  |   | Internacional | Internacional | Internacional | Internacional | Internacional |   | Otros | Otros | Otros | Otros |    | Totales     | Totales | Totales | Totales | Totales | Totales | Totales | Totales |
| Equipo                | Div.                | Temporada           | Part. | G    | E    | P    | Pos. | Part. | G    | E    | P    | Part. | G | E             | P             | Pos.          | Part.         | G             | E | P     | Part. | G     | E     | P  | Rendimiento | GF      | GC      | Dif.    |         |         |         |         |
| --------------------- | ------------------- | ------------------- | ----- | ---- | ---- | ---- | ---- | ----- | ---- | ---- | ---- | ----- | - | ------------- | ------------- | ------------- | ------------- | ------------- | - | ----- | ----- | ----- | ----- | -- | ----------- | ------- | ------- | ------- | ------- | ------- | ------- | ------- |
| Lorient Francia       | 1.ª                 | 2022-23             | 38    | 15   | 10   | 13   | 10.º | 3     | 1    | 2    | 0    | -     | - | -             | -             | -             | -             | -             | - | -     | 41    | 16    | 12    | 13 | 48.78%      | 60      | 55      | +5      |         |         |         |         |
| Lorient Francia       | 1.ª                 | 2023-24             | 34    | 7    | 8    | 19   | 17.º | 1     | 0    | 0    | 1    | -     | - | -             | -             | -             | -             | -             | - | -     | 35    | 7     | 8     | 20 | 27.62%      | 44      | 68      | -24     |         |         |         |         |
| Lorient Francia       | Total               | Total               | 72    | 22   | 18   | 32   | -    | 4     | 1    | 2    | 1    | -     | - | -             | -             | -             | -             | -             | - | -     | 76    | 23    | 20    | 33 | 39.03%      | 104     | 123     | -19     |         |         |         |         |
| Sunderland Inglaterra | 2.ª                 | 2024-25             | 46    | 21   | 13   | 12   | 4.º  | 2     | 0    | 0    | 2    | -     | - | -             | -             | -             | 3             | 2             | 1 | 0     | 51    | 23    | 14    | 14 | 54.25%      | 64      | 51      | +13     |         |         |         |         |
| Sunderland Inglaterra | 1.ª                 | 2025-26             | 1     | 1    | 0    | 0    | -    | 0     | 0    | 0    | 0    | -     | - | -             | -             | -             | -             | -             | - | -     | 1     | 1     | 0     | 0  | 100%        | 3       | 0       | +3      |         |         |         |         |
| Sunderland Inglaterra | Total               | Total               | 47    | 22   | 13   | 12   | -    | 2     | 0    | 0    | 2    | -     | - | -             | -             | -             | 3             | 2             | 1 | 0     | 52    | 24    | 14    | 14 | 55.12%      | 67      | 51      | +16     |         |         |         |         |
| Total en su carrera   | Total en su carrera | Total en su carrera | 119   | 44   | 31   | 44   | -    | 6     | 1    | 2    | 3    | -     | - | -             | -             | -             | 3             | 2             | 1 | 0     | 128   | 47    | 34    | 47 | 45.57%      | 171     | 174     | -3      |         |         |         |         |
| 1. 2.                 |                     |                     |       |      |      |      |      |       |      |      |      |       |   |               |               |               |               |               |   |       |       |       |       |    |             |         |         |         |         |         |         |         |

#### Resumen por competiciones
| Competición      | Partidos | Ganados | Empatados | Perdidos | %      | Resultado        |
| ---------------- | -------- | ------- | --------- | -------- | ------ | ---------------- |
| Ligue 1          | 72       | 22      | 18        | 32       | 38.89% | 10.º lugar       |
| Copa de Francia  | 4        | 1       | 2         | 1        | 41.67% | Octavos de final |
| EFL Championship | 49       | 23      | 14        | 12       | 56.46% | 4.º lugar        |
| Premier League   | 1        | 1       | 0         | 0        | 100%   | En disputa       |
| FA Cup           | 1        | 0       | 0         | 1        | 0%     | Tercera ronda    |
| EFL Cup          | 1        | 0       | 0         | 1        | 0%     | Primera ronda    |
| TOTAL            | 128      | 47      | 34        | 47       | 45.57% | Sin Títulos      |

## Palmarés

### Como entrenador

#### Otros logros
| Logro                    | Club           | País       | Año     |
| ------------------------ | -------------- | ---------- | ------- |
| Ascenso a Premier League | Sunderland AFC | Inglaterra | 2024-25 |